# Marcgravia
Marcgravia är ett släkte av tvåhjärtbladiga växter. Marcgravia ingår i familjen Marcgraviaceae.

## Bildgalleri

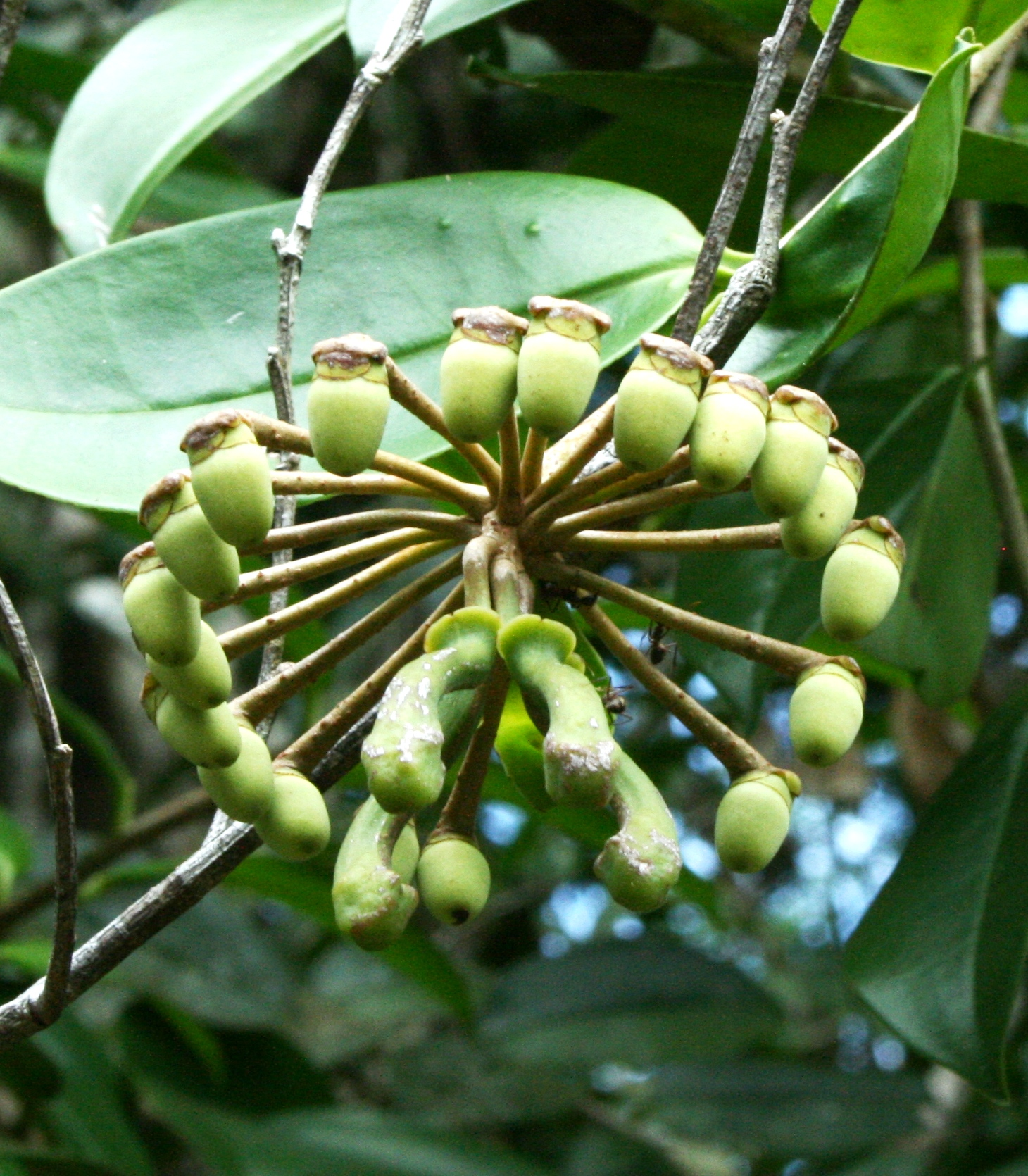
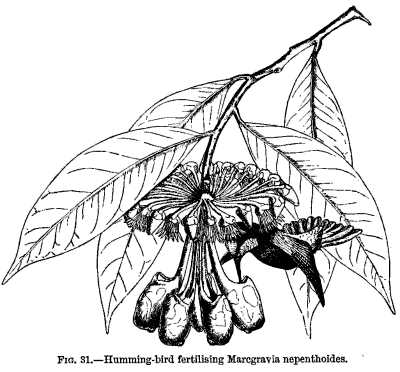

## Dottertaxa tillMarcgravia, i alfabetisk ordning[1]
- Marcgravia atropunctata
- Marcgravia brachysepala
- Marcgravia brownei
- Marcgravia caudata
- Marcgravia comosa
- Marcgravia coriacea
- Marcgravia crassicostata
- Marcgravia crassiflora
- Marcgravia crenata
- Marcgravia dasyantha
- Marcgravia domingensis
- Marcgravia dressleri
- Marcgravia eichleriana
- Marcgravia elegans
- Marcgravia evenia
- Marcgravia flagellaris
- Marcgravia fosbergiana
- Marcgravia gentlei
- Marcgravia glandulosomarginata
- Marcgravia goudotiana
- Marcgravia grandifolia
- Marcgravia hartii
- Marcgravia helverseniana
- Marcgravia lineolata
- Marcgravia longifolia
- Marcgravia macroscypha
- Marcgravia magnibracteata
- Marcgravia maguirei
- Marcgravia mexicana
- Marcgravia myriostigma
- Marcgravia nepenthoides
- Marcgravia nervosa
- Marcgravia neurophylla
- Marcgravia nubicola
- Marcgravia oblongifolia
- Marcgravia oligandra
- Marcgravia panamensis
- Marcgravia patellulifera
- Marcgravia pedunculosa
- Marcgravia picta
- Marcgravia pittieri
- Marcgravia polyadenia
- Marcgravia polyantha
- Marcgravia punctifolia
- Marcgravia purpurea
- Marcgravia rectiflora
- Marcgravia roonii
- Marcgravia rubra
- Marcgravia salicifolia
- Marcgravia schippii
- Marcgravia serrae
- Marcgravia sintenisii
- Marcgravia sororopaniana
- Marcgravia sprucei
- Marcgravia stenonectaria
- Marcgravia stonei
- Marcgravia subcaudata
- Marcgravia tobagensis
- Marcgravia trianae
- Marcgravia trinitatis
- Marcgravia umbellata
- Marcgravia waferi
- Marcgravia weberbaueri
- Marcgravia williamsii
- Marcgravia yukunarum
- Marcgravia zonopunctata